# Peón (dios)
En la mitología griega, Peón (Παιών), Peeón (Παιήων) o Peán (Παιάν), es personaje puramente homérico con nombre parlante, «sanador», que nos habla de su función como médico de los dioses. Se le nombra en la Ilíada y en la Odisea.  
«También padeció Hera cuando el esforzado hijo de Anfitrión [Heracles] le acertó en el seno derecho con una flecha trifurcada; y también de ella se apoderó entonces un dolor incurable. Padeció como ellos el monstruoso Hades una veloz flecha, cuando ese mismo hombre, el hijo de Zeus, portador de la égida, le acertó en Pilo entre los cadáveres y lo entregó a los dolores. Mas él fue a la morada de Zeus y al vasto Olimpo con el corazón angustiado, transido de dolores: la flecha estaba hundida en el robusto hombro y atormentaba su ánimo. Peón espolvoreó encima medicinas, aletargadoras del dolor, y lo curó; pues en absoluto tenía una hechura mortal» 
Peón curó a Ares cuando fue herido por Diomedes durante la guerra de Troya: 
«Así [Zeus] habló y mandó a Peón curarlo. Peón espolvoreó encima medicinas (φάρμακα), aletargadoras del dolor, y lo curó; pues en absoluto tenía una hechura mortal. Como cuando el jugo de la higuera agitado cuaja la blanca leche líquida, que pronto se condensa ante uien revuelve la mezcla, con la misma presteza curó al impetuoso Ares». 
En la Odisea se le cita en el canto IV: 
«La nacida de Zeus guardaba estos sabios remedios: se los dio Polidamna, la esposa de Ton el de Egipto, el país donde el suelo fecundo produce más drogas cuyas mezclas sin fin son mortales las unas, las otras saludables; mas todos los hombres allí son expertos como nadie en curar, porque traen de Peán su linaje. Una vez que vertió el elixir y mandó echar el vino, retornó a entretenerlos Helena». 
En un escolio se da la noticia de que Hesíodo también lo nombraba como una divinidad independiente de Apolo. Sin embargo, posteriormente Peón o Peán se consideró como un epíteto de Apolo cuyo significado era el sanador. 
«Si Febo Apolo no le hubiese salvado de la muerte, o el propio Peeón, que contra todo conoce remedios». 
Más tarde Peón se convirtió en un epíteto de Asclepio, el dios sanador por excelencia.
En una tablilla de lineal B hallada en Cnosos, aparece el teónimo «pa-ja-wo», que algunos estudiosos creen que es un antecedente de «Peán». Se considera que la palabra se empleaba en griego micénico para nombrar a Apolo. Su forma atestiguada en lineal B es 𐀞𐀊𐀺𐀚 (pa-ja-wo-ne).